# Nelson Oliveira (ciclista)
Nelson Filipe Santos Simões Oliveira (Vilarinho do Bairro, 6 marzo 1989) è un ciclista su strada portoghese che corre per la Movistar Team. È professionista dal 2010.

## Carriera
Nelson Oliveira iniziò a correre sin dal 2003 e già l'anno successivo si aggiudicò il titolo nazionale a cronometro nella categoria debuttanti, titolo che poi si aggiudicò nel 2006 tra gli juniors e nel 2008, 2009 e 2010 nella categoria under-23.
Nel 2009, stagione in cui corse nella squadra dilettantistica spagnola Cidade de Lugo - Artesania Galicia, fu selezionato dalla squadra nazionale Under-23 e partecipò al Tour de l'Avenir e ai Campionati del mondo, dove ottenne la medaglia d'argento nella prova a cronometro, battuto da Jack Bobridge.
Passato professionista nel 2010 con la Xacobeo Galicia, continuò a gareggiare nella selezione nazionale under-23, con cui vinse due medaglie ai campionati europei, l'argento nella corsa in linea e il bronzo a cronometro. Fu secondo al Grand Prix du Portugal, evento del calendario della Coppa delle Nazioni UCI U23. Al termine della stagione fu nuovamente selezionato per partecipare ai Campionati del mondo a Melbourne. Terminò quindi quarto nella prova a cronometro under-23 e ventitreesimo nella corsa in linea.

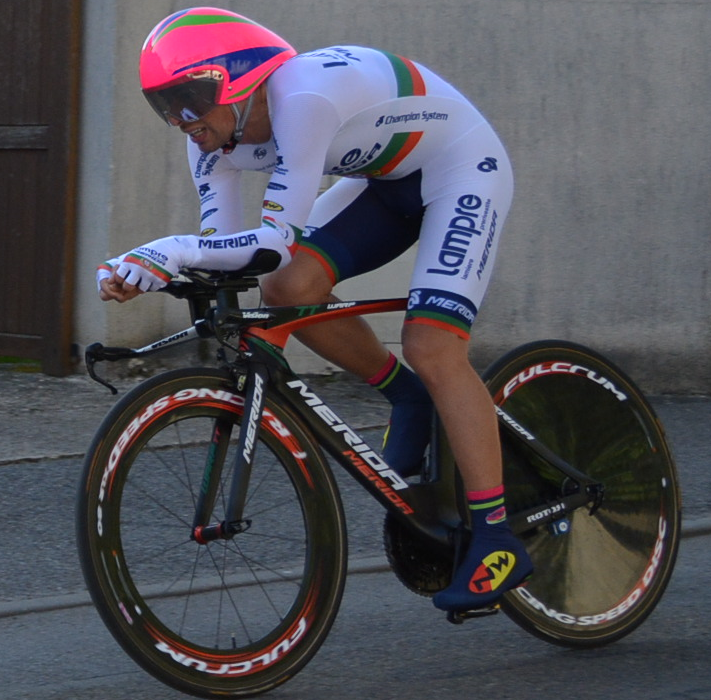
Nelson Oliveira in azione durante una cronometro alla Parigi-Nizza 2015.

Dismessa la squadra spagnola, passò nel team statunitense RadioShack, creato l'anno precedente da Lance Armstrong. In giugno partecipò al suo primo Tour de Suisse, terminando al quarto posto la tappa a cronometro, dietro Fabian Cancellara, Andreas Klöden e Levi Leipheimer. Pochi giorni dopo diventò campione portoghese a cronometro della categoria élite. In settembre partecipò alla Vuelta a España, suo primo grande giro, che concluse oltre la centesima posizione.
Confermato dalla RadioShack nel nuovo organico della RadioShack-Nissan, nato nel 2012 dalla fusione con il Team Leopard-Trek, debutta al Giro d'Italia.

## Palmarès
- 2006 (Juniors)

Campionati portoghesi, Prova a cronometro Juniors
- 2008 (Under-23)

Campionati portoghesi, Prova a cronometro Under-23
- 2009 (Under-23)

Campionati portoghesi, Prova a cronometro Under-23
- 2010 (Xacobeo Galicia, una vittoria)

Campionati portoghesi, Prova a cronometro Under-23
- 2011 (Team RadioShack, una vittoria)

Campionati portoghesi, Prova a cronometro
- 2014 (Lampre-Merida, due vittorie)

Campionati portoghesi, Prova in linea
Campionati portoghesi, Prova a cronometro
- 2015 (Lampre-Merida, due vittorie)

Campionati portoghesi, Prova a cronometro
13ª tappa Vuelta a España (Calatayud > Tarazona)
- 2016 (Movistar, una vittoria)

Campionati portoghesi, Prova a cronometro

### Altri successi
- 2012 (RadioShack - Nissan)

Classifica scalatori Ster ZLM Toer
- 2017 (Movistar, una vittoria)

1ª tappa Hammer Sportzone Limburg (Vaals, cronosquadre)

## Piazzamenti

### Grandi Giri
- Giro d'Italia

2012: 64º
2013: 81º
2021: 27º
- Tour de France

2014: 87º
2015: 47º
2016: 80º
2019: 79º
2020: 55º
2022: 51º
2023: 53º
2025: 74º
- Vuelta a España

2011: 117º
2015: 21º
2017: 47º
2018: 71º
2019: 46º
2020: 39º
2021: 72º
2022: 36º
2023: 53º

### Classiche monumento
- Milano-Sanremo

2021: 85º
- Giro delle Fiandre

2015: 20º
2016: ritirato
2017: 18º
2018: 62º
2019: 45º
- Parigi-Roubaix

2011: ritirato
2015: 61º
2016: ritirato
2017: ritirato
2018: ritirato
- Liegi-Bastogne-Liegi

2011: ritirato
2014: ritirato
2025: 54º
- Giro di Lombardia

2011: ritirato
2013: ritirato
2014: ritirato
2018: 42º
2021: 16º

### Competizioni mondiali
- Campionati del mondo

Spa 2006 - Cronometro Juniores: 32º
Spa 2006 - In linea Juniores: 100º
Aguascalientes 2007 - Cronometro Juniores: 12º
Aguascalientes 2007 - In linea Juniores: 42º
Mendrisio 2009 - Cronometro Under-23: 2º
Mendrisio 2009 - In linea Under-23: ritirato
Geelong 2010 - Cronometro Under-23: 4º
Geelong 2010 - In linea Under-23: 23º
Copenaghen 2011 - Cronometro Elite: 17º
Copenaghen 2011 - In linea Elite: 122º
Toscana 2013 - Cronometro Elite: 15º
Ponferrada 2014 - Cronosquadre: 15º
Ponferrada 2014 - Cronometro Elite: 7º
Ponferrada 2014 - In linea Elite: 67º
Richmond 2015 - Cronosquadre: 15º
Richmond 2015 - Cronometro Elite: 13º
Richmond 2015 - In linea Elite: 16º
Doha 2016 - Cronosquadre: 6º
Doha 2016 - Cronometro Elite: 20º
Doha 2016 - In linea Elite: ritirato
Bergen 2017 - Cronometro Elite: 4º
Bergen 2017 - In linea Elite: 55º
Innsbruck 2018 - Cronosquadre: 6º
Innsbruck 2018 - Cronometro Elite: 5º
Innsbruck 2018 - In linea Elite: 39º
Yorkshire 2019 - Cronometro Elite: 8º
Yorkshire 2019 - In linea Elite: ritirato
Imola 2020 - Cronometro Elite: 11º
Imola 2020 - In linea Elite: 38º
Fiandre 2021 - Cronometro Elite: 13º
Fiandre 2021 - In linea Elite: 55º
Wollongong 2022 - Cronometro Elite: 8º
Wollongong 2022 - In linea Elite: 44º
Glasgow 2023 - In linea Elite: 46°
Glasgow 2023 - Cronometro Elite: 6º
- Giochi olimpici

Londra 2012 - In linea: 69º
Londra 2012 - Cronometro: 18º
Rio de Janeiro 2016 - In linea: ritirato
Rio de Janeiro 2016 - Cronometro: 7º
Tokyo 2020 - In linea: 41º
Tokyo 2020 - Cronometro: 21º
Parigi 2024 - Cronometro: 7º
Parigi 2024 - In linea: 33º

### Competizioni europee
- Campionati europei

Valkenburg 2006 - Cronometro Juniores: 36°
Valkenburg 2006 - In linea Juniores: ritirato
Sofia 2007 - Cronometro Juniores: 7°
Ankara 2010 - Cronometro Under-23: 3°
Plumelec 2016 - Cronometro Elite: 4°
Trento 2021 - In linea Elite: 28°
Drenthe 2023 - Cronometro Elite: 6°
Drenthe 2023 - In linea Elite: 18°